# Mörkgrön klotkaktus
Mörkgrön klotkaktus är en art i klotkaktussläktet och familjen kaktusväxter som har sin naturliga utbredning i den argentinska provinsen Córdoba. Den är vanligtvis ensamväxande, tillplattat klotformad, blir upp till 2,5 centimeter hög och 5 till 6 centimeter i diameter.
Det vetenskapliga namnet amerhauseri har arten fått för att hedra Helmut Amerhauser, en österrikisk kaktussamlare.